# Malene Heerup
Malene Heerup (født 21. januar 1964) er en dansk billedkunstner. Hendes værker omfatter malerier, vægmalerier og kunstdesign (interiør, scenekunst, mm). Hendes malerier er fyldt med farver og former, der skaber en visuel oplevelse for beskueren. Hun bruger forskellige teknikker og materialer til at skabe sine værker, og hendes stil kan beskrives som en blanding af abstrakt surrealisme og figurativ kunst.
Malene Heerup var fra fødslen omgivet af kunstnere. Hun er datter af kunstneren Ole Heerup, barnebarn af Henry Heerup og Emilie "Mille" Heerup  og niece til Nanna Hertoft, også danske kunstnere. Hendes mor, Liselotte Taarup , var forfatter til uddannelsesvidenskabelige lærebøger og romaner.
“På sin helt egen måde rammer Melene Heerups værker denne tidsånd af organisk tænkning. I såvel hendes malerier som I hendes design møder vi et frodigt væld af amorfer former, overaskende sammenstillinger, uventede mø, spøjse fortællinger og knopskydninger, fortalt I et farve og billedsprog, der emmer af såvel tropisk varme som urban “street” mentalitet.”  Tom Jøgensen – KUNSTAVISEN
Malene Heerup har en halvsøster, Ingeborg Dena Faber, som er lead animator.

## Biografi

### Uddannelse
Malene Heerup er uddannet kunster og designer fra Parsons School of Design (en) i New York, USA. (1989-1993)

### Personligt Liv
Heerup voksede op i København, Danmark men boede også i Paris og New York, hvor hun mødte den belgiske musiker Alan Gevaert (nl) (medlem af bandet DEUS). Gevaert og Heerup var i et forhold fra 1996 – 2006 og har en søn sammen, Milan Oliver Gevaert Heerup, født i København i 1999.
Malene Heerup har boet og arbejdet i København siden 1999.

## Udvalgte Soloudstillinger
- Dialogue Exhibition – Henry Heerup/Malene Heerup “Between the lines” Heerup Museum, Rødovre[11]
- Dialogue Exhibition – Henry Heerup/Malene Heerup “Between the lines” Carl-Henning Pedersen og Else Alfelts Museum, Herning[12]
- Hurtig Kany Gallery, København[13]
- Gallery Pfeister, Sct.Jørgensgade, Gudhjem
- Galleri Sonne, København[14]
- Jarsbo Contemporary Art, Ålborg
- Galleri Bakholt, Adelgade, Skanderborg
- FIH Erhvervsbank, København
- Microsoft Headquarters, Hellerup
- Egmont Foundation, København
- Nordisk film Studios, København

## Udvalgte Gruppeudstillinger
- WCC West Chelsea Contemporary, Austin, Texas, USA, “Contemporary Currents” 2024
- West Station Gallery, Lunderskov, 2023,2024[15]
- Art Miami, WCC Chelsea Contemporary, Miami Beach USA - 2022[16] [17]
- WCC West Chelsea Contemporary, “THIS IS NOW” Austin, Texas, U.S.A., 2023[18]
- WCC West Chelsea Contemporary, "THIS IS NOW" New York, U.S.A, 2023[19]
- WCC West Chelsea Contemporary, “DIRECTOR CHOICES” Chelsea, New York City, U.S.A, 2022[19]
- WCC West Chelsea Contemporary, “DIRECTOR CHOICES”, Austin, Texas, U.S.A, 2022
- Portico New York, Curators & Art Advisors, "Gesture vs Geometry", Soho New York City, U.S.A, 2018-2019
- O Gallery LA – Selma Ave, Hollywood, Californien, U.S.A, 2017-2018
- LIQUID ROOMS – THE BODY LANGUAGE, Palazzo Ca Zardi, Venedig, Italien, The Venice Biennale 2015[20]
- RNRP, 7711 Melrose Place, Los Angeles, U.S.A.
- World Artists for Tibet – Art track Gallery, Gent, Belgien
- Gallery Pfeister, Gudhjem
- Hurtig Kany Gallery, København
- Shores of Denmark – Hurtig Kany, Miami Gardens, U.S.A.
- Design Danesse (Danish Design) – House of Danmark, Milano, Italien
- Galleri Sonne, København
- Jarsbo Contemporary Art, Ålborg
- 101 Contemporary Artists – Galeria Krabbe, Frigiliana
- End of History, New York City, U.S.A.